# Сапегино (Московская область)
Сапегино — деревня в Волоколамском районе Московской области России, входит в состав сельского поселения Спасское. Население — 3 чел. (2010).

## География
Деревня Сапегино расположена на западе Московской области, в южной части Волоколамского района, примерно в 6 км к югу от города Волоколамска, на берегу впадающей в Рузское водохранилище реки Волошни. К деревне приписано 4 садоводческих товарищества. Ближайшие населённые пункты — деревни Иевлево и Юрьево.

## Население
| 1852 | 1859 | 1899 | 1926 | 2002 | 2006 | 2010 |
| ---- | ---- | ---- | ---- | ---- | ---- | ---- |
| 227  | ↗232 | ↗375 | ↘224 | ↘11  | ↘9   | ↘3   |

## История
Сапегино, деревня 1-го стана, Государственных Имуществ, 114 душ мужского пола, 113 женского, 28 дворов, 114 верст от столицы, 13 от уездного города, между Московским и Можайским трактами.— Нистрем К. Указатель селений и жителей уездов Московской губернии, 1852 г.
В «Списке населённых мест» 1862 года — казённая деревня 1-го стана Волоколамского уезда Московской губернии по правую сторону Московского тракта, от границы Зубцовского уезда на город Волоколамск, в 10 верстах от уездного города, при речке Волчинке, с 34 дворами и 232 жителями (121 мужчина, 111 женщин).
По данным на 1899 год — деревня Тимошевской волости Волоколамского уезда с 375 душами населения.
В 1913 году — 62 двора, церковно-приходская школа, чайная лавка.
По материалам Всесоюзной переписи населения 1926 года — центр Сапегинского сельсовета Судниковской волости Волоколамского уезда в 8,5 км от Волоколамского шоссе и станции Волоколамск Балтийской железной дороги, проживало 224 жителя (85 мужчин, 139 женщин), насчитывалось 50 хозяйств, среди которых 46 крестьянских, имелась школа.
С 1929 года — населённый пункт в составе Волоколамского района Московского округа Московской области. Постановлением ЦИК и СНК от 23 июля 1930 года округа как административно-территориальные единицы были ликвидированы.
1929—1939, 1957—1963, 1965—1973 гг. — деревня Таболовского сельсовета Волоколамского района.
1939—1957 гг. — деревня Таболовского сельсовета Осташёвского района.
1963—1965 гг. — деревня Таболовского сельсовета Волоколамского укрупнённого сельского района.
1973—1994 гг. — деревня Судниковского сельсовета Волоколамского района.
1994—2006 гг. — деревня Судниковского сельского округа Волоколамского района.
С 2006 года — деревня сельского поселения Спасское Волоколамского муниципального района Московской области.